# Restes de Solleric - Pleta de sa Cisterna
Les restes de Solleric - Pleta de sa Cisterna és un conjunt de restes arqueològiques situades al lloc anomenat sa Pleta de sa Cisterna, de la possessió de Solleric, al municipi de Llucmajor, Mallorca.
En aquest jaciment arqueològic s'hi han trobat restes de dos talaiots de planta circular, en runes; una naveta d'habitació, habitatge de planta ogival, construït sobre el parament del xaloc d'un altre talaiot de planta rectangular que conserva part de la seva columna central polilítica; i d'altres restes de menor importància.